# Monahans
Monahans – miasto w Stanach Zjednoczonych, w stanie Teksas, siedziba hrabstwa Ward.

## Demografia
Według przeprowadzonego przez United States Census Bureau spisu powszechnego w 2010 miasto liczyło 6 953 mieszkańców, co oznacza wzrost o 1,9% w porównaniu do roku 2000. Natomiast skład etniczny w mieście wyglądał następująco: Biali 75,1%, Afroamerykanie 6,5%, Azjaci 0,4%, pozostali 18,0%.